# Xtube
XTube是一个位于加拿大的色情影片分享網站。

## 介绍
Xtube允许用户上传、分享成人影视作品，网站要求使用者必须是十八岁或以上。该网站于2021年9月5日关闭。